# 香良洲駅
香良洲駅（からすえき）は、かつて三重県津市の伊勢電気鉄道本線→近畿日本鉄道（近鉄）伊勢線上に存在した鉄道駅（廃駅）である。

## 概要
実業家の熊沢一衛が主導となって拡大政策を採っていた伊勢電気鉄道が、1929年に津新地〜新松阪間を開業させた際、設けられた中間駅の一つである。駅東部にある雲出川デルタ地帯の香良洲町（2006年に津市へ統合）への至便を図って開設されたが、駅そのものは町外れの（旧）津市に属する、田園地帯の中におかれていた。
駅舎は寄棟屋根であり、構内は上下副本線（待避線）も兼ね備えた島式ホーム2面4線と、広々したものになっていた。駅前からは、香良洲町へ向かう自動車線（バス）も発着していたといわれている。また、香良洲には風光明媚であることで知られていた海水浴場もあり、夏季にはそこへ向かう客も乗り降りしたと言われている。
だが、参宮急行電鉄への合併後に伊勢線が単線化されると、ホームの片方は用いられなくなり、上下電車が交換するだけの駅となった。太平洋戦争の開戦に伴い三重海軍航空隊基地が近くに設けられたこともあって、軍事関係の乗客も見られたといわれる。
戦後の1961年、伊勢線が廃線になったことで廃駅となった。廃駅直前には、駅前に郵便ポストと電話ボックスが設けられていた。

## 沿革
- 1930年4月1日 - 津新地 - 新松阪間開業により開設
- 1936年9月15日 - 参宮急行電鉄へ伊勢電気鉄道が合併
- 1938年4月2日 - 結城神社前 - 新松阪間単線化に伴い、列車交換駅となる
- 1941年3月15日 - 大阪電気軌道と参宮急行電鉄が合併、関西急行鉄道となる
- 1944年6月1日 - 関西急行鉄道と南海鉄道が合併、近畿日本鉄道となる
- 1961年1月22日 - 廃止

## 隣の駅
近畿日本鉄道
伊勢線
雲出駅 - 香良洲駅 - 小野江駅

## その他

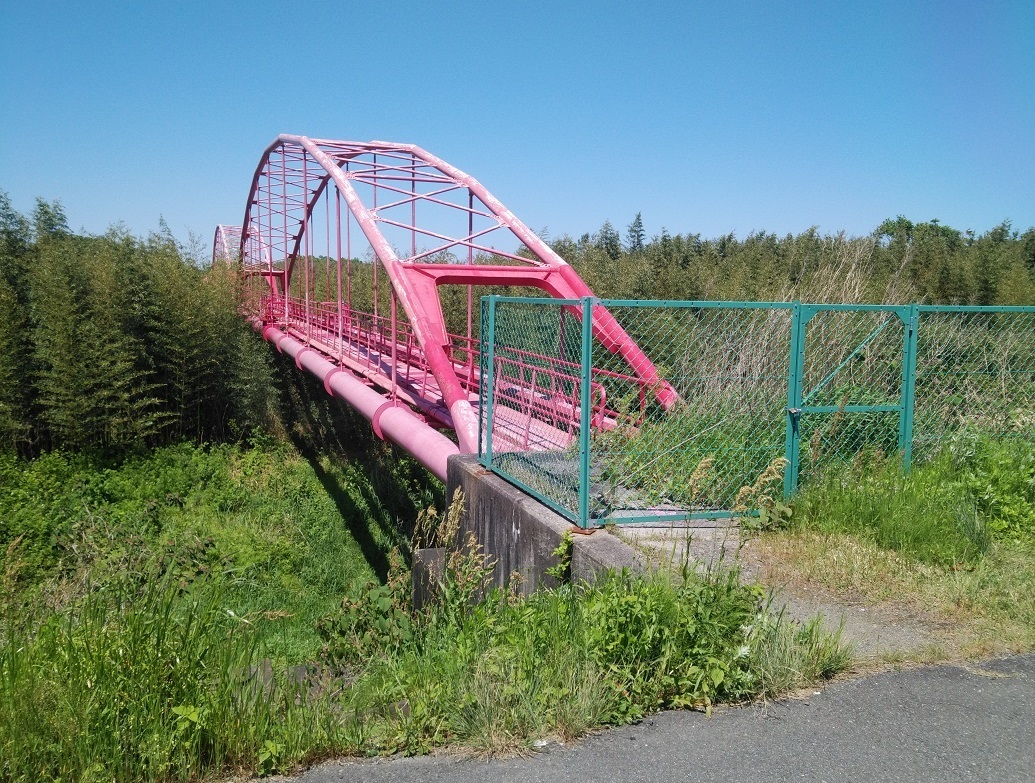
松阪市側から見た水道橋

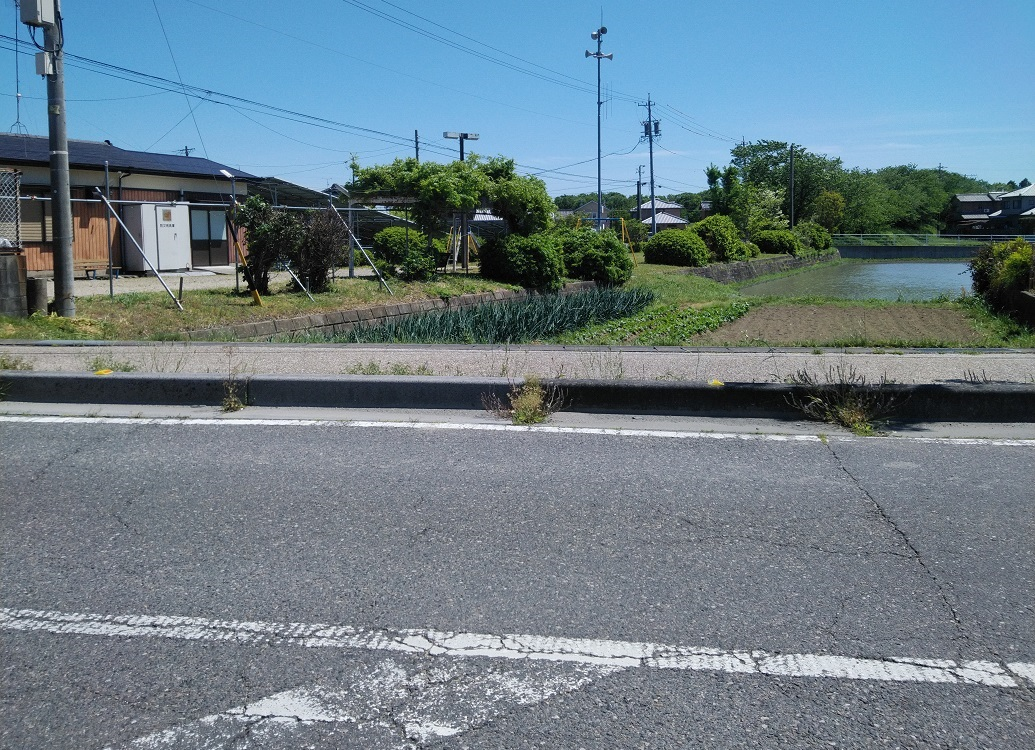
橋脚の高さへ昇るための築堤

近鉄伊勢線は香良洲駅の南方で雲出川をまたぐが、その手前には橋脚の高さへ昇るための築堤、架道橋などの残骸が残されている。橋脚の橋桁も現在では水道橋として、一部継ぎ足した上で使用されている。